# Szász János (író)
Más Szász Jánosokhoz lásd: Szász János (egyértelműsítő lap).
Szász János (Belgrád, 1927. július 14. – Bukarest, 2006. július 29.) romániai  magyar író, költő, újságíró, műfordító.

## Élete
Temesváron nevelkedett, az egyetemet Kolozsváron végezte. Élete jelentős részét Bukarestben töltötte, ahol már fiatalon letelepedett. 1948-1957 között az Utunk című kolozsvári irodalmi hetilapnál dolgozott, mint helyettes főszerkesztő. 1957-1968 között a bukaresti országos magyar napilapnál, az Előre-nél rovatvezetőként tevékenykedett. 1961-ben megjelentek versei a Bánáti Tükör című antológiában. A Hét című kulturális és közéleti hetilapnál állandó rovata volt. 1968-1977 között a romániai írószövetség titkári tisztségét töltötte be. 1979-ben megkapta a romániai írószövetség díját, 1994-ben a Magyar Újságírók Romániai Egyesülete (MÚRE) életműdíjjal tüntette ki, 1995-ben pedig a budapesti Joseph Pulitzer-emlékdíjat vehette át.
Felesége Anemone Latzina erdélyi szász költőnő volt.

## Művei
- Hajnaltól alkonyatig. Versek, Temesvár, 1947
- Anna néne, Bukarest, 1950
- A sorkatona éneke, Bukarest, 1954
- Nincsen titkom, Bukarest, 1956
- Szeressétek a galambokat, Kolozsvár, 1958
- Egy éjszaka Moszkvában, Bukarest, 1959
- Mindenkihez, Bukarest, 1961
- Elsők és utolsók, Bukarest, 1962
- Hat fiú és egy lány, Bukarest, 1962
- Szerelmes könyv, Bukarest, 1963
- A válasz, Irodalmi Kiadó, Bukarest, 1964
- Holnap havazni fog, Ifjúsági Kiadó, Bukarest, 1964
- Emberek vagyunk, Ifjúsági Kiadó, Bukarest, 1968
- Mamaia by night, Irodalmi Kiadó, Bukarest, 1968
- Elsők és utolsók, Kriterion, Bukarest, 1972
- Amerikából jöttem, Kriterion, Bukarest, 1977
- Felhőjáték Franekerben: egy utazás eszmerajza, Kriterion, Bukarest, 1980
- Január, Kriterion, Bukarest, 1985
- A fennmaradás esélyei (esszék), Gondolat, Budapest, 1986
- Május, Kriterion, Bukarest, 1988
- November, Kriterion, Bukarest, 1991
- Vihar Franciaországban: egy régi ügy időszerűsége, Kriterion, Bukarest, 1996
- Napfogyatkozás, Mentor, 2001
- Az utolsó oldal. Naplójegyzetek, 1997–2003; vál., szerk. Nagy Pál; Mentor, Marosvásárhely, 2004

## Műfordításai
- Ion Luca Caragiale: Elveszett levél
- Ion Luca Caragiale: Zűrzavaros éjszaka
- T. S. Eliot versei